# San Francisco, Venezuela
San Francisco är en stad i västra Venezuela, och är belägen vid Maracaibosjön i delstaten Zulia. Staden ingår i Maracaibos storstadsområde och har 141 069 invånare (2007). Hela kommunen har 407 451 invånare (2007) på en yta av 160 km², och inkluderar förutom San Francisco några andra större orter, bland annat El Silencio, Los Cortijos och Sierra Maestra. 